# St. Martin (Dolna Austria)
St. Martin, Sankt Martin – gmina targowa w Austrii, w kraju związkowym Dolna Austria, w powiecie Gmünd, w rejonie Waldviertel. Według Austriackiego Urzędu Statystycznego liczyła 1113 mieszkańców (1 stycznia 2014).